# Titularbistum Zapara
Zapara (lateinisch Zaparenus) ist ein Titularbistum der römisch-katholischen Kirche.
Zapara war eine Kleinstadt in der römischen Provinz Macedonia Secunda (Macedonia Salutaris), die zur Praetorianischen Präfektur Illyricum mit der Hauptstadt Thessaloniki gehörte.
Im späten 4. Jahrhundert war Zapara neben Stobi und Bargala eine Eparchie in Mazedonien.
| Titularbischöfe von Zapara |                            | |                   |                  |
| Nr.                        | Name                       | Amt | von               | bis              |
| 1                          | Pacifico Giulio Vanni OFM  | Apostolischer Vikar von Sianfu (Republik China) | 14. Juni 1932     | 11. April 1946   |
| 2                          | Hubert Michael Newell      | Koadjutorbischof von Cheyenne (USA) | 2. August 1947    | 8. Februar 1951  |
| 3                          | Ernesto Corripio y Ahumada | Weihbischof in Ciudad Victoria-Tamaulipas (Mexiko) | 27. Dezember 1952 | 25. Februar 1956 |
| 4                          | Juan Nicolasora Nilmar     | 20. Februar 1959 bis 3. Januar 1967 Weihbischof in Jaro, 3. Januar 1967 bis 18. April 1970 Koadjutorbischof von Davao, 18. April 1970 bis 3. Juni 1976 Weihbischof in Tagbilaran (Philippinen) | 20. Februar 1959  | 3. Juni 1976     |